# Ǒ
Ǒ, ǒ (O з гачеком) — літера розширеного латинського алфавіту. Зустрічається в мові лінгала та кількох маловживаних мовах Камеруну (авінг, банголан, кунціме та кванджа). Буква також зустрічається в транслітерації піньїнь.

## Кодування
| Графема | Коди   |
| ------- | ------ |
| Ǒ       | U+01D1 |
| ǒ       | U+01D2 |